# 米沢牛

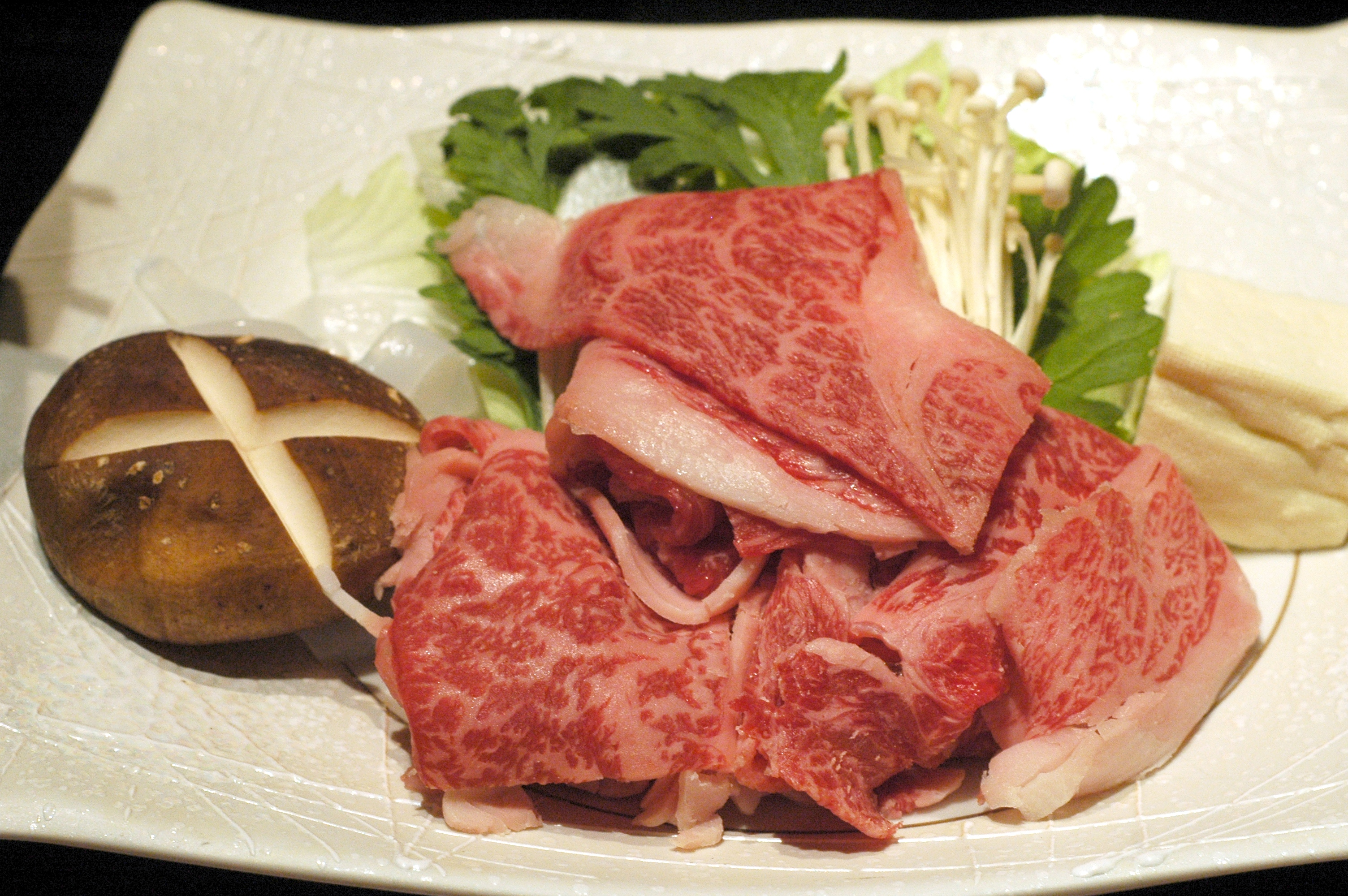
米沢牛のすき焼き

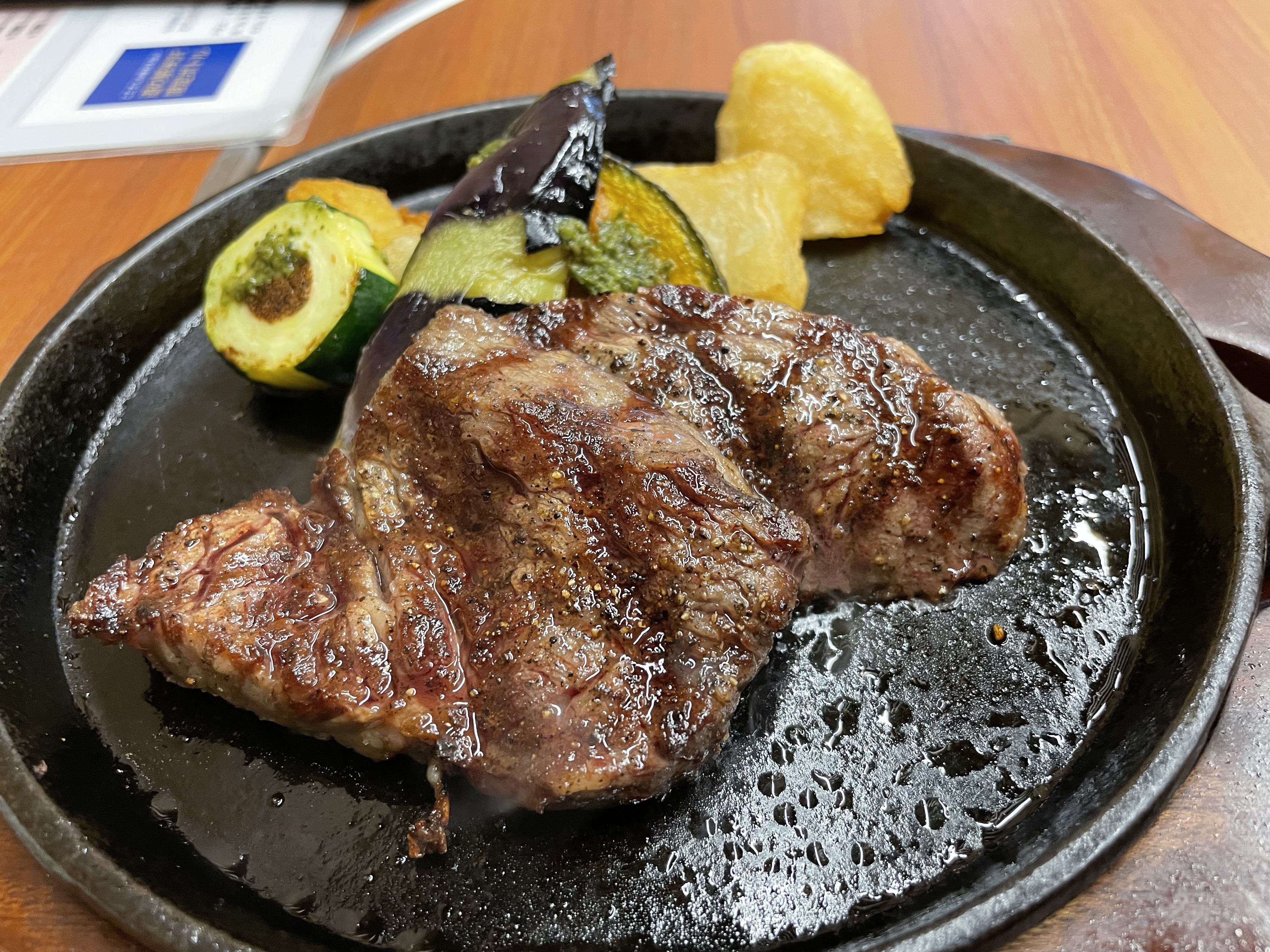
米沢牛のステーキ。道の駅米沢の牛毘亭にて。

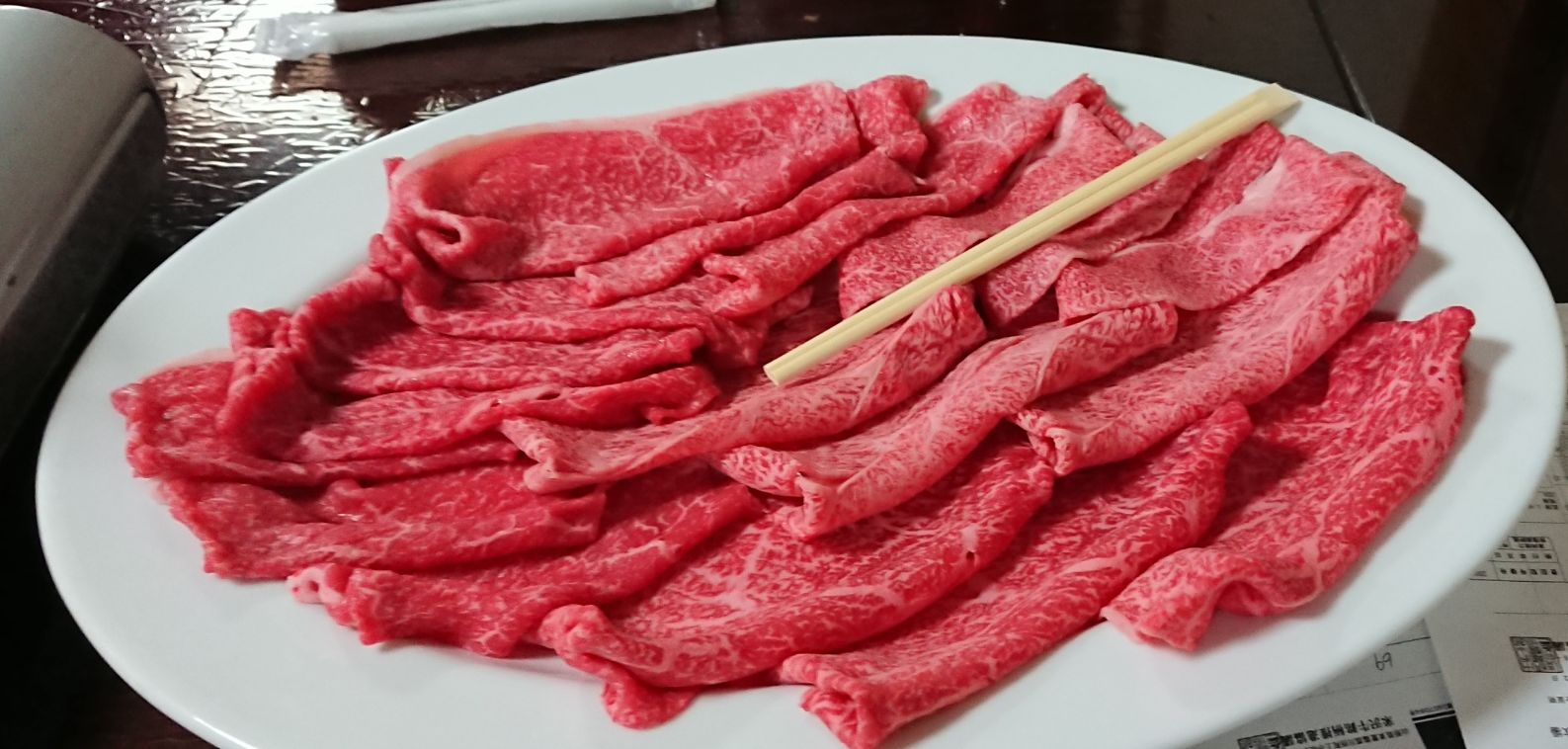
米沢牛の一例。米沢市ミートピアにて

米沢牛（よねざわぎゅう）は三大和牛の1つとされるブランド牛である。
黒毛和種の未経産雌牛かつ飼育期間が33か月以上で山形県置賜地方で肥育されるの牛肉の銘柄で地域を代表する特産品になっており、長期肥育による脂のおいしさが特長とされる。

## 定義
米沢牛銘柄推進協議会が米沢牛と認める条件を以下に引用する。
下記の条件をすべて満たしたものを米沢牛と認めて、枝肉に証明印を押印する。
・飼育者は、置賜三市五町(※1)に居住し米沢牛銘柄推進協議会が認定した者で、登録された牛舎での飼育期間が最も長いものとする。
・肉牛の種類は、黒毛和種の未経産雌牛とする。
・米沢牛枝肉市場若しくは東京食肉中央卸売市場に上場されたもの又は米沢市食肉センターでと畜され、公益社団法人日本食肉格付協会の格付けを受けた枝肉とする。但し、米沢牛銘柄推進協議会長が認めた共進会、共励会又は研究会に地区を代表して出品したものも同等の扱いとする。
また、輸出用は米沢牛銘柄推進協議会が認めたと畜場とする。
生後月齢33ヶ月以上のもので公益社団法人日本食肉格付協会が定める３等級以上の外観並びに肉質及び脂質が優れ ている枝肉とする。
（※1）置賜管内の三市五町：米沢市・長井市・南陽市・高畠町・川西町・小国町・白鷹町・飯豊町
【令和５年12月7日取引分より改定】
- 米沢牛について（米沢牛銘柄推進協議会）

|             |   | 歩留等級 | 歩留等級 | 歩留等級 |
| A           | B | C        |          |          |
| ----------- | - | -------- | -------- | -------- |
| 肉 質 等 級 | 5 | 米沢牛   | 米沢牛   | 米沢牛   |
| 肉 質 等 級 | 4 | 米沢牛   | 米沢牛   | 米沢牛   |
| 肉 質 等 級 | 3 | 米沢牛   | 米沢牛   | 米沢牛   |
| 肉 質 等 級 | 2 |          |          |          |
| 肉 質 等 級 | 1 |          |          |          |

なお、米沢牛の商標は、山形おきたま農業協同組合が保持している。

## 歴史
上杉鷹山が開校した興譲館に横浜に居留中の貿易商、チャールズ・ヘンリー・ダラスを英語教師として招いた。当時米沢では四つ足の動物は食べないとされていたが、故郷を懐かしんだダラスが一緒に連れてきたコックの万吉に牛肉を調理させ食べたのが食用としての米沢牛の始まりである。その牛肉のあまりのおいしさに驚いたダラスは任期を終え米沢を離れる際に、牛を1頭横浜に連れて帰った。そして仲間たちに振舞ったところ大好評で、それがきっかけとなり米沢牛は全国に広まっていった。